# Bezirk Prättigau-Davos
Der Bezirk Prättigau-Davos (rätoromanisch District da Partenz-Tavauⓘ) ist seit 2001 eine Verwaltungseinheit des Schweizer Kantons Graubünden. Er bestand bis am 31. Dezember 2016 aus den Kreisen Davos, Jenaz, Klosters, Küblis und Luzein, die von 1851 bis 2000 den Bezirk Oberlandquart bildeten, sowie den Kreisen Schiers und Seewis, die vorher dem Bezirk Unterlandquart angehörten. Am 1. Januar 2017 wurde der Bezirk durch die Region Prättigau/Davos ersetzt.

## Die Gemeinden des ehemaligen Bezirks Prättigau-Davos
| Wappen               | Gemeindename         | PLZ                    | Einwohner (31. Dezember 2023) | Fläche in km² | Einwohner pro km² | Kreis    |
| -------------------- | -------------------- | ---------------------- | ----------------------------- | ------------- | ----------------- | -------- |
| Davos                | Davos                | 7260, 7270, 7272       | 10'800                        | 284,00        | 38                | Davos    |
| Fideris              | Fideris              | 7235                   | 618                           | 25,36         | 24                | Jenaz    |
| Furna                | Furna                | 7232                   | 203                           | 33,32         | 6                 | Jenaz    |
| Jenaz                | Jenaz                | 7231, 7233             | 1145                          | 25,91         | 44                | Jenaz    |
| Klosters             | Klosters             | 7247, 7249, 7250, 7252 | 4473                          | 219,80        | 20                | Klosters |
| Conters im Prättigau | Conters im Prättigau | 7241                   | 228                           | 18,40         | 12                | Küblis   |
| Küblis               | Küblis               | 7240                   | 920                           | 8,14          | 113               | Küblis   |
| Luzein               | Luzein               | 7223, 7224, 7242–7246  | 1625                          | 83,88         | 19                | Luzein   |
| Grüsch               | Grüsch               | 7214                   | 2161                          | 43,30         | 50                | Schiers  |
| Schiers              | Schiers              | 7220, 7222, 7226, 7228 | 2951                          | 61,66         | 48                | Schiers  |
| Seewis im Prättigau  | Seewis im Prättigau  | 7212                   | 1430                          | 49,63         | 29                | Seewis   |
| Total (5)            | Total (5)            | Total (5)              | 26’323                        | 853,40        | 31                |          |

## Veränderungen im Gemeindebestand

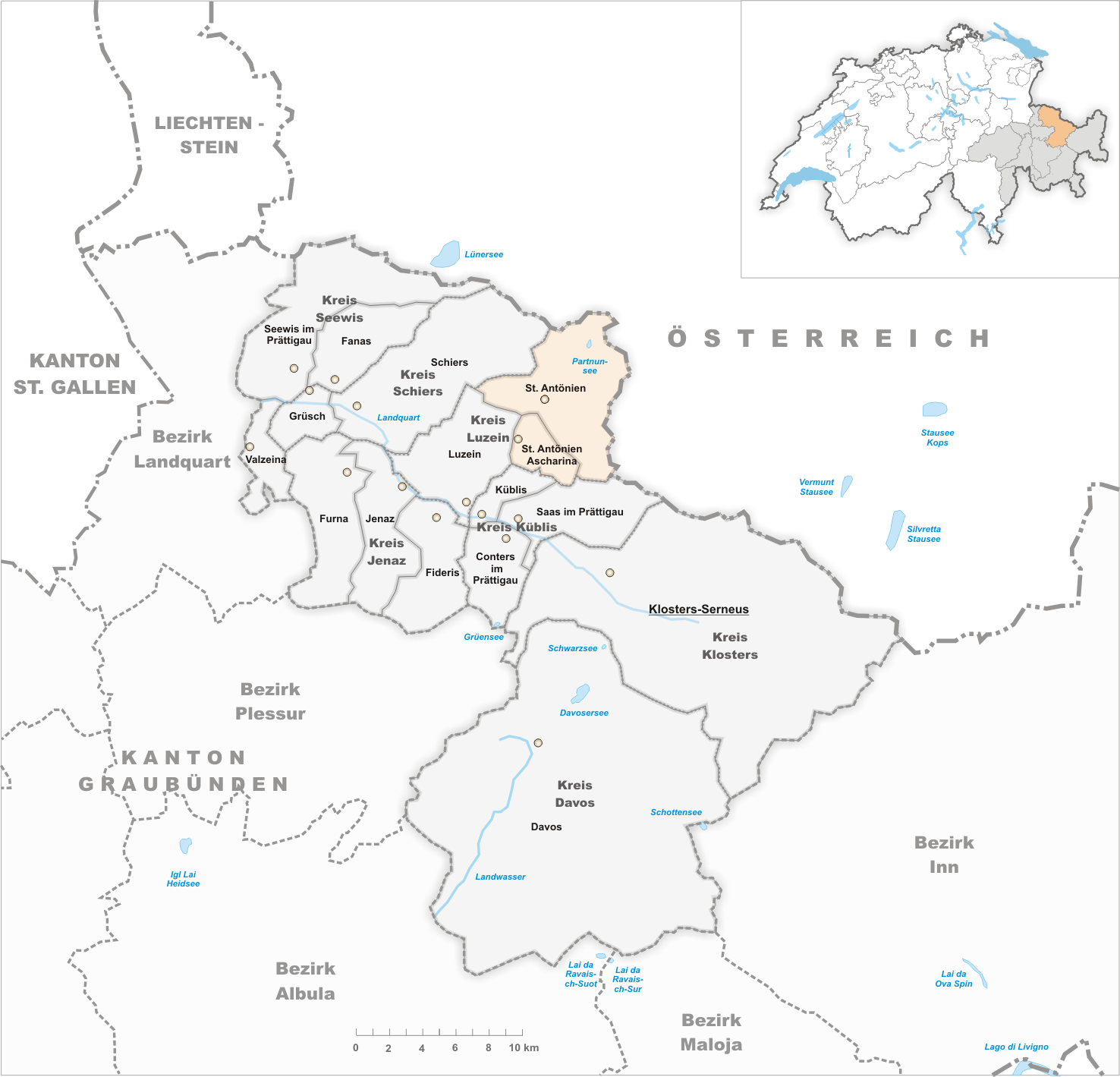
Gemeinden bis 2006
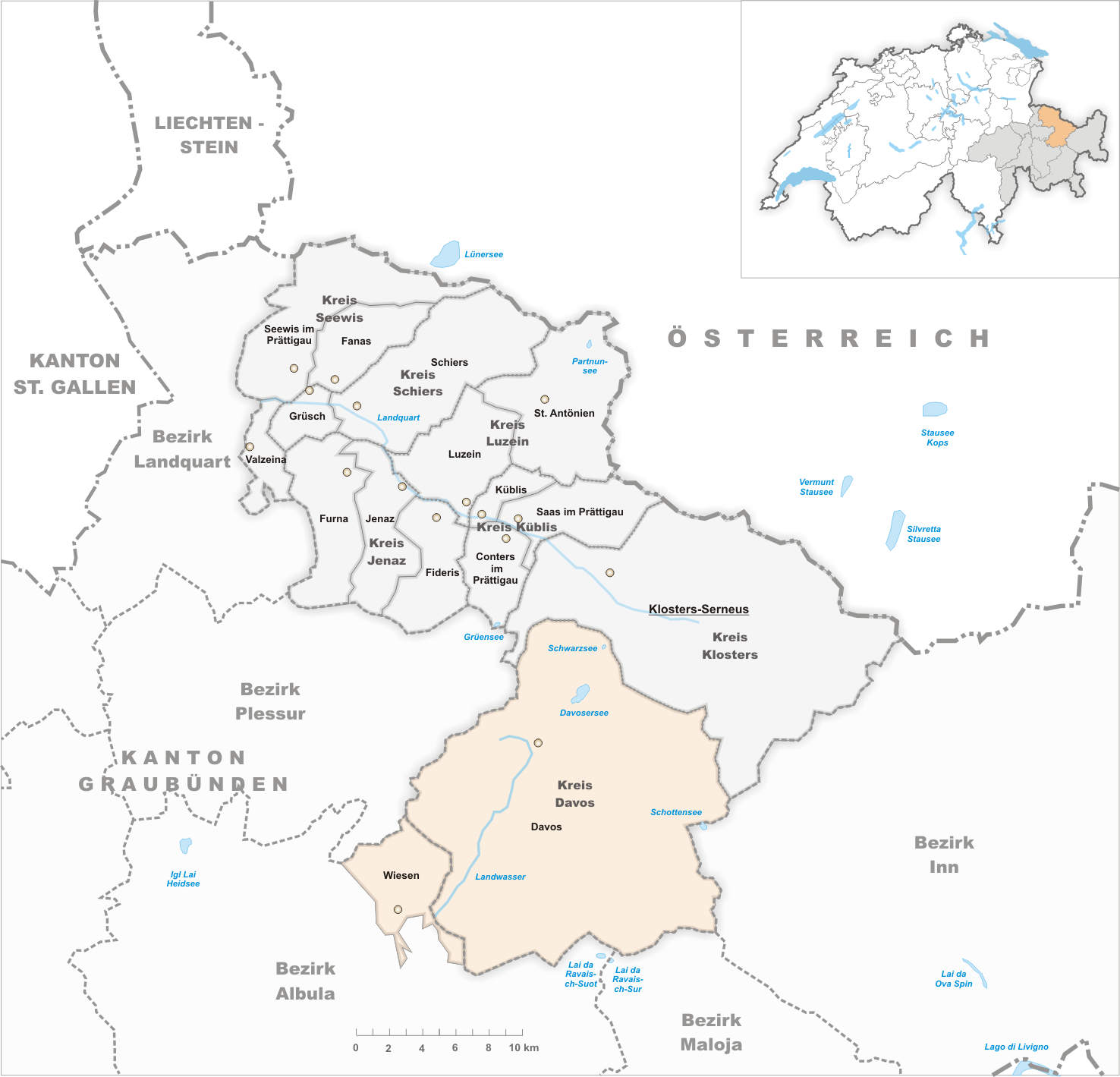
Gemeinden bis 2008
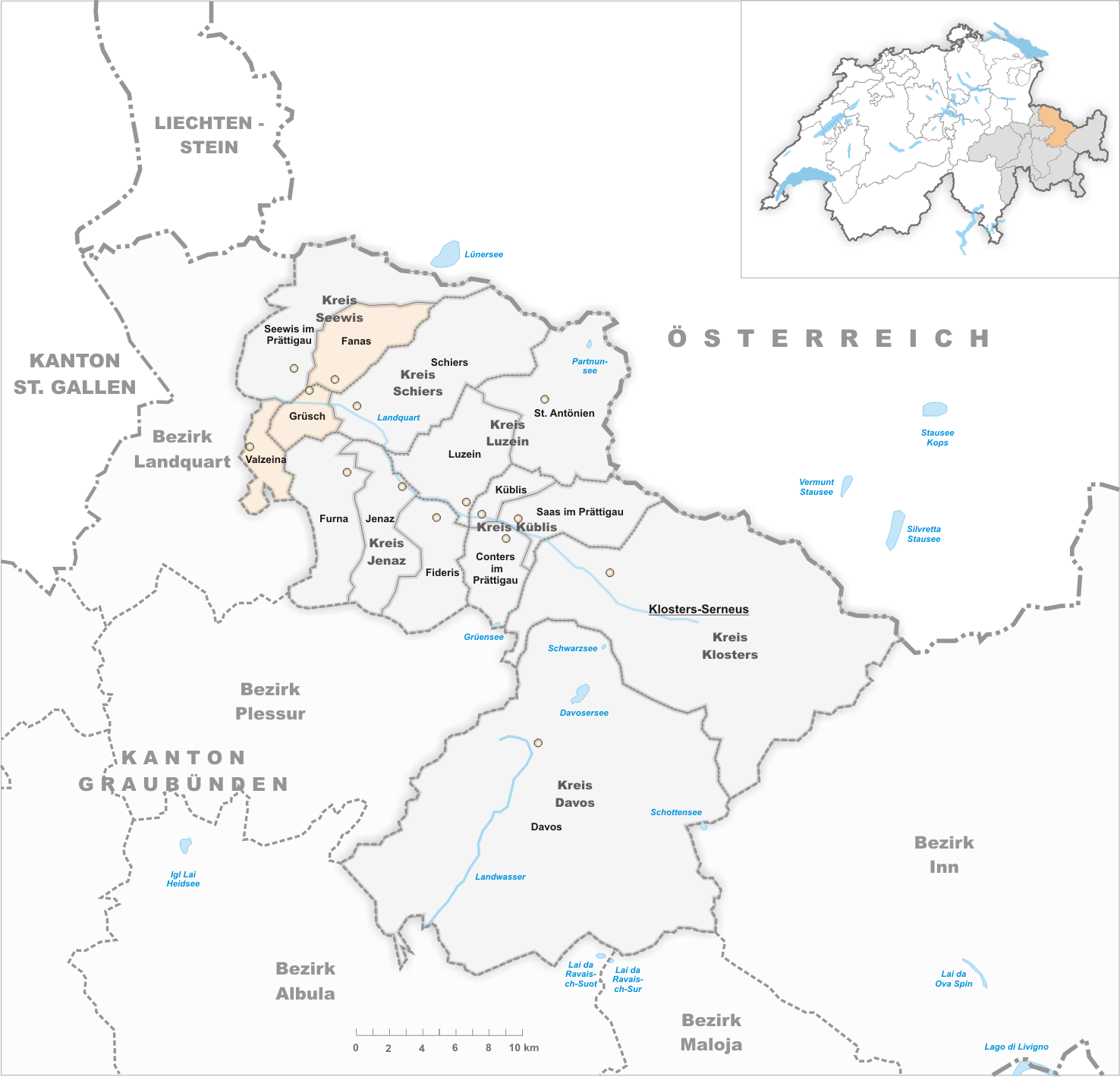
Gemeinden bis 2010
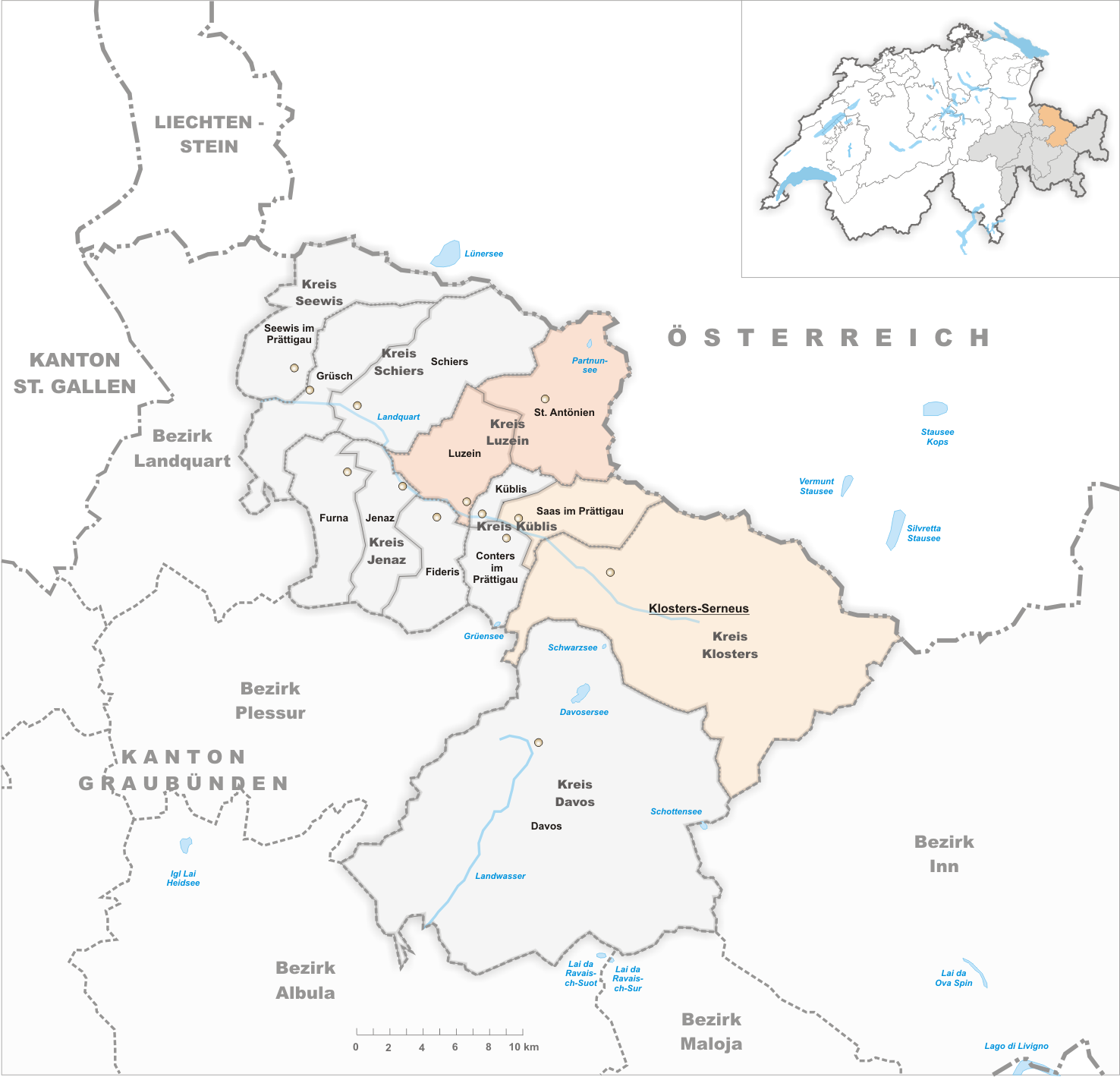
Gemeinden bis 2015

- 2007: Fusion St. Antönien und St. Antönien Ascharina → St. Antönien
- 2009: Fusion Davos und Wiesen → Davos
- 2011: Fusion Grüsch, Fanas und Valzeina → Grüsch
- 2016: Fusion Klosters-Serneus und Saas im Prättigau → Klosters-Serneus
- 2016: Fusion Luzein und St. Antönien → Luzein